# Golden Loop
Golden Loop is sinds 1989 een stalen shuttle-achtbaan met lancering in het Zuid-Afrikaanse pretpark Gold Reef City in Johannesburg.
Golden Loop is een Shuttle Loop van de Duitse achtbaanbouwer Anton Schwarzkopf. De lancering gebeurt door middel van een vallend gewicht van 40 ton.

## Details
De baan is 263 meter lang en bestaat uit een horizontaal recht stuk gevolgd door een grote looping met aan beide uiteinden een steile schuine helling. Aan de kant van de looping is deze helling 41 meter hoog.
Op de baan staat een trein met heupbeugels van 7 wagons lang met elk 2 rijen voor 2 personen. In totaal kunnen dus 28 personen per rit in de achtbaan.

## Carowinds
Golden Loop is een tweedehands achtbaan. De baan, met bouwjaar 1977, stond oorspronkelijk in het Amerikaanse pretpark Carowinds onder de naam White Lightnin'. Die sloot daar op 16 oktober 1988, waarna hij verkocht werd.

## Shuttle Loop
Er zijn in totaal 12 Shuttle Loops gebouwd waarvan 4 met vallend gewicht. Daarvan zijn er tot op heden nog 2 geopend. Eén ervan is dus Golden Loop, de ander staat sinds 1999 onder de naam Katapul in het Braziliaanse Hopi Hari.